# Beraba marica
Beraba marica là một loài bọ cánh cứng trong họ Cerambycidae.